# Abbaye Notre-Dame d'Ourscamp
Pour les articles homonymes, voir Abbaye Notre-Dame.
L'abbaye Notre-Dame d'Ourscamp est une ancienne abbaye cistercienne située dans la commune de Chiry-Ourscamp.
À l'emplacement d'un ancien oratoire fondé par saint Éloi en 641, l'abbaye Notre-Dame d'Ourscamp fut établie en 1129 par saint Bernard à la demande de Simon de Vermandois, évêque de Noyon, et cousin du roi de France Louis VI le Gros. Elle devint l'un des plus importants monastères cisterciens de la France du Nord.
Le nom d'Ourscamp remonte à une très vieille légende ; elle veut que saint Éloi, lors de la construction de l'oratoire, ait réussi à atteler l'ours qui venait de tuer le bœuf chargé de tirer la charrue.
L'ensemble des ruines de l'abbaye fait l’objet d’un classement au titre des monuments historiques par la liste de 1840. L'extension de la protection, comprenant les bâtiments conventuels et leurs dépendances, les terrains alentour et la grille d'entrée, fait l’objet d’un classement au titre des monuments historiques depuis le 16 juin 1943. Des ajouts récents complètent le classement d'origine : les douves sèches, ainsi que l'ensemble des murs de clôture de l'abbaye font l’objet d’un classement au titre des monuments historiques depuis le 6 juillet 2004. Le portail médiéval de la basse-cour, quant à lui, fait l’objet d’un classement au titre des monuments historiques depuis le 9 septembre 2004. L'abbaye est aujourd'hui affiliée à la paroisse Saint-Éloi de Noyon.

## Historique
L’abbaye est fondée en 1129 par saint Bernard et douze moines cisterciens venus de Clairvaux. Ce XIIe siècle voit l'édification de l'abbatiale et d’un lazaret. Au siècle suivant, l’abbaye compte plus de cinq-cents moines. Elle possède d'innombrables terres avec fermes et granges.
L’abbaye est victime de la Grande Jacquerie de 1358 au cours de laquelle elle est pillée et incendiée.
Le cardinal Thibault de Luxembourg était abbé commendataire de cette abbaye, avant de devenir évêque du Mans dans les années 1460.
Le chanoine Charles de Bovelles y faisait de fréquentes visites.
Entre 1677 et 1745, Ourscamp est réédifié, le logis abbatial est transformé pour lui donner une façade classique.
La Révolution chasse les derniers moines en 1792.

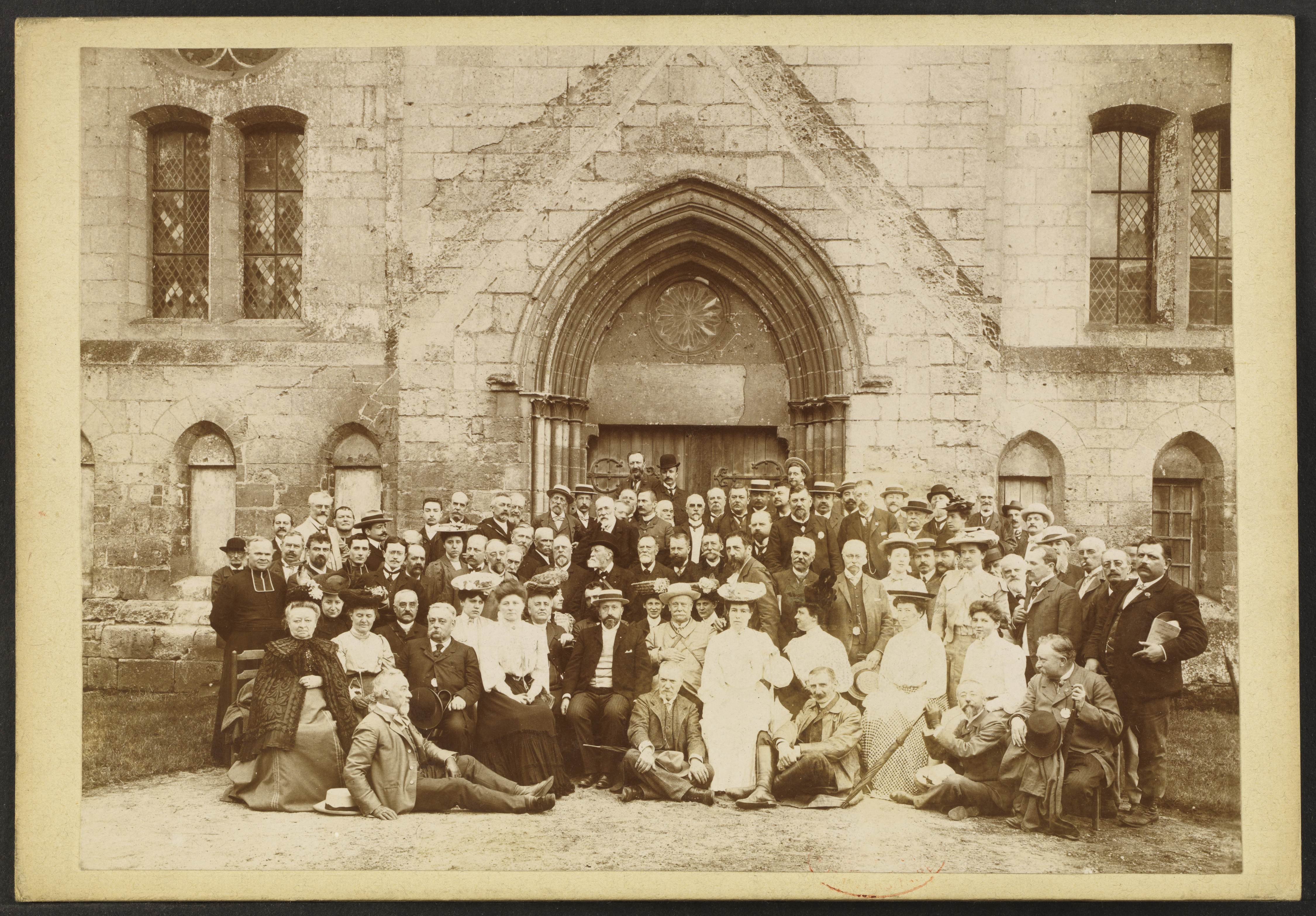
L'infirmerie des moines en 1898. Photographie de Jean-Auguste Brutails conservée à l'université Bordeaux Montaigne.

L'abbaye devait être vendue comme bien national sous la Révolution, mais les acquéreurs ne purent réunir l'argent. Elle échappa ainsi à la démolition comme carrière de pierre et fut reconvertie en hôpital militaire. Elle devint la propriété en 1798 d'un ancien surintendant des finances, Maximilien Radix de Sainte-Foix (1736–1810). On raconte qu'il fit abattre la nef de l'église abbatiale pour créer un paysage romantique très en vogue à l'époque et transforma la façade de ce qui devint le « château ». L'ours sculpté sur le fronton date de cette période.
Le domaine fut racheté en 1823 et fut transformé en filature de coton. Elle connut plusieurs directeurs dont Gautier Dagoty, Lecomte, Achille Peigné-Delacourt, Mercier, Moritz.
Lors de la Première Guerre mondiale, l'abbaye, occupée par les Allemands, est bombardée par les Français en février 1915.
Le comte Paul Biver acquit le domaine en 1940 et le confia en 1943 à la congrégation des Serviteurs de Jésus et de Marie fondée en 1930 par le père Jean-Édouard Lamy.
En 2022, 17 frères résident à l'abbaye. Pour financer l'entretien du site, elle propose des retraites religieuses, des préparations au mariage et la vente de produits divers (livres, miel, savons, artisanat, etc.). Une association a aussi été créée pour aider à sa restauration.

## Liste des abbés
- Liste des abbés d'Ourscamp

## Filiation et  propriétés
Notre-Dame d'Ourscamp est fille de  Clairvaux et mère de  Beaupré, Mortemer et Froidmont 
Elle possède d'importantes dépendances dont :
- Maison d'Ourscamp au no  11 rue du Renard à Paris
- Hôtel d'Ourscamp au nos 44 et 46, rue François-Miron à Paris. Terrain reçu en 1248, et construction vers 1585

## Architecture
- L'église abbatiale a été édifiée au XIIe siècle et agrandie au XIIIe siècle. Elle était longue de 102 m, large de 24 m et haute de 16 m. Il ne reste aujourd'hui que les vestiges du chœur ponctué de superbes arcades dressées à ciel ouvert. Le chœur gothique primitif (XIIIe) présente une élévation centrale à deux niveaux : grande arcade et fenêtres hautes jumelées surmontées d'un oculus. Le triforium est postérieur.
- La chapelle actuelle se situe dans l'ancienne infirmerie appelée « salle des morts » ; superbe salle du XIIe siècle avec ses trois nefs de neuf travées voûtées en ogives. Elle constitue l'unique infirmerie gothique cistercienne en France qui soit intacte. À la tête de chacun des cent lits que comptait l'infirmerie, une niche creusée dans le mur permettait aux malades de ranger leurs affaires. Au-dessus du retable — tableau de Gaspard de Crayer (1640) représentant « Marie, Reine de Cîteaux » —, on trouve un haut relief en marbre blanc illustrant la légende de l'ours. La signification astronomique de cette légende est transparente : en effet l'étoile Alpha Ursae Minoris (l'étoile polaire) tire le petit chariot (la constellation de la Petite Ourse). À l'arrière-plan de la scène, on voit la façade de l'abbaye telle qu'elle était au XIIIe siècle.
- Les bâtiments conventuels datent du XVIIIe siècle avec, au centre le logis abbatial.
- Des grilles du XIIe siècle, chef-d'œuvre de la ferronnerie romane sont conservées au musée Le Secq des Tournelles de Rouen.

Abbaye Notre-Dame d'Ourscamp
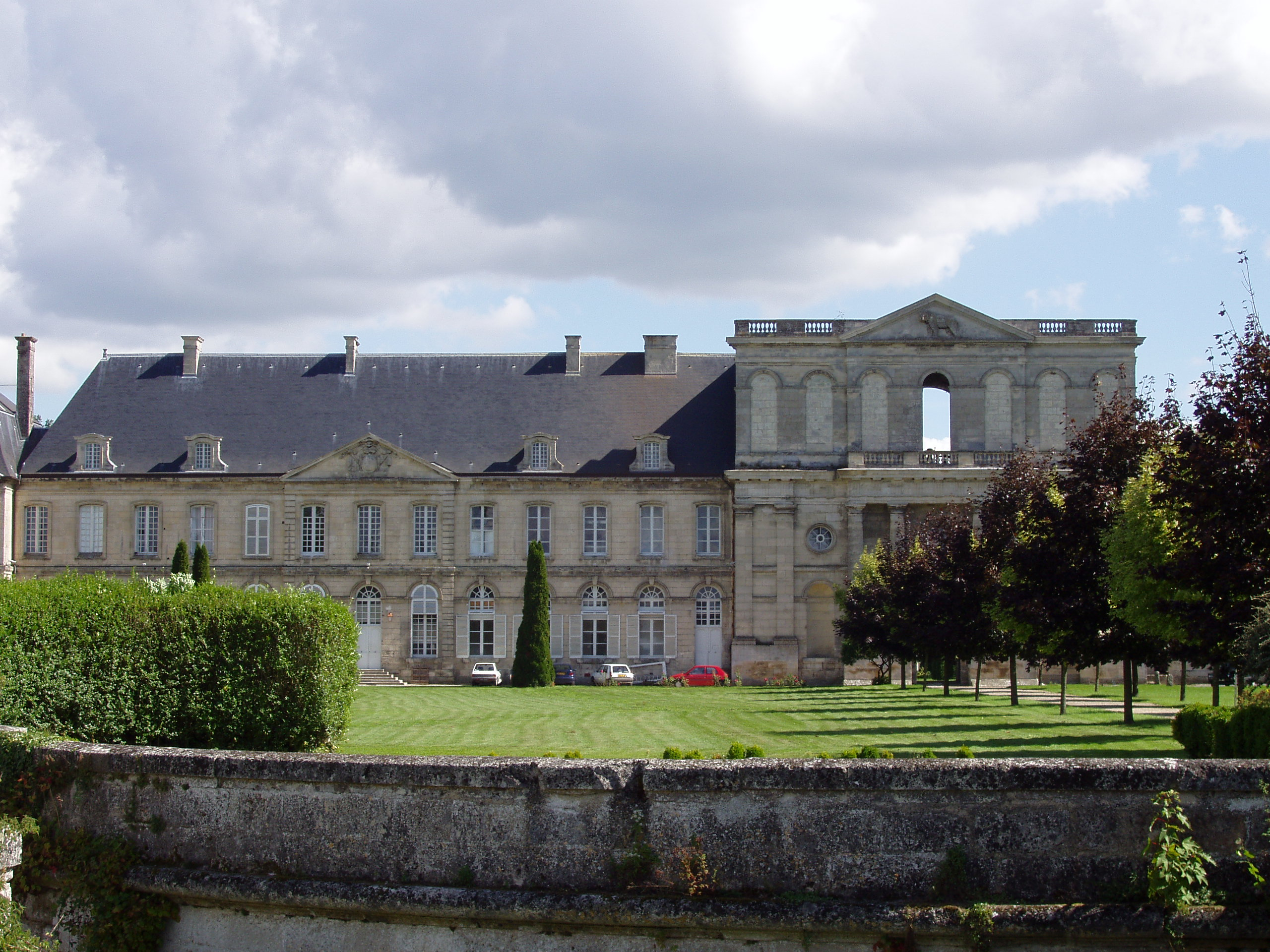
Le logis abbatial.
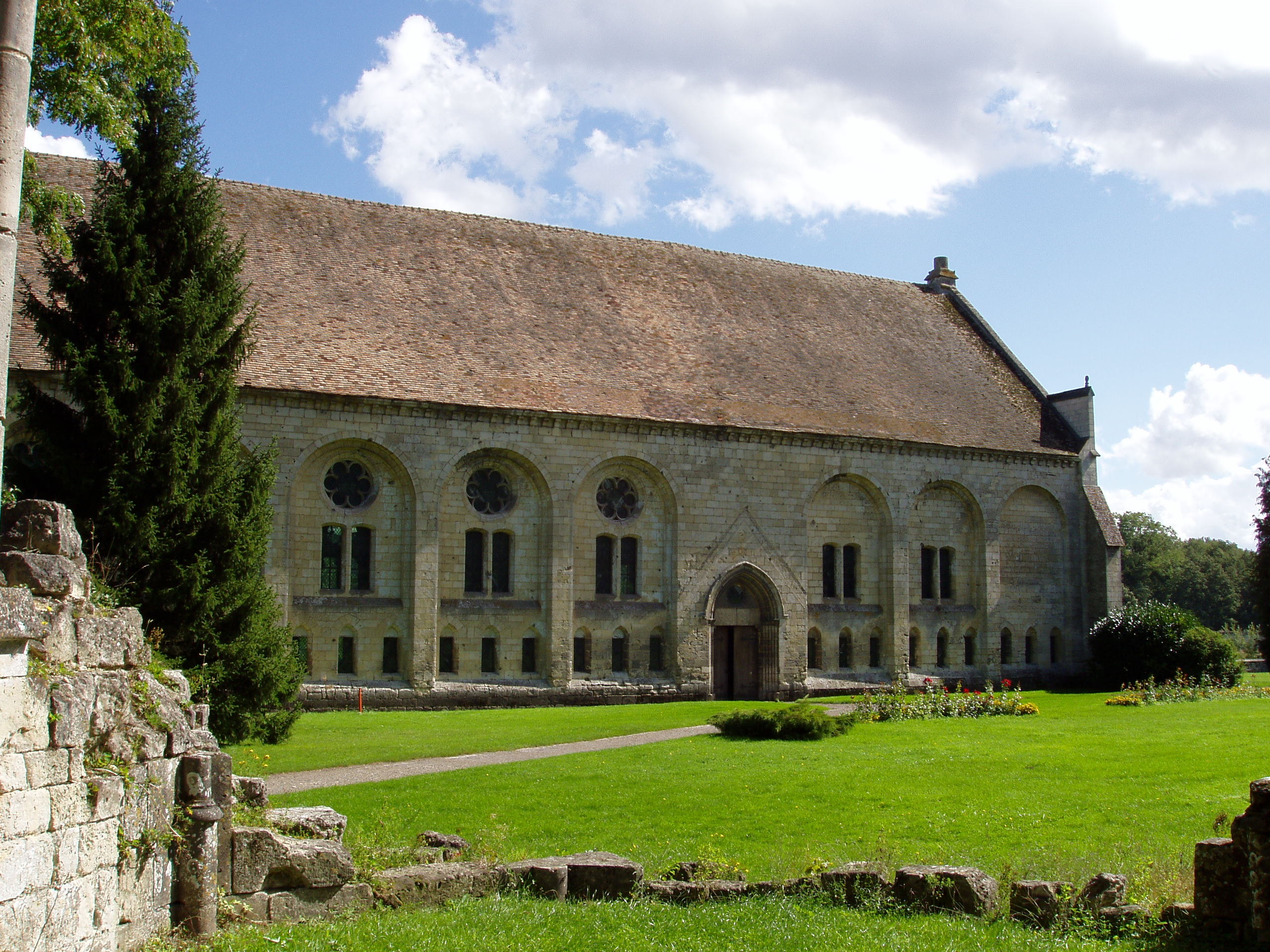
L'infirmerie des moines.
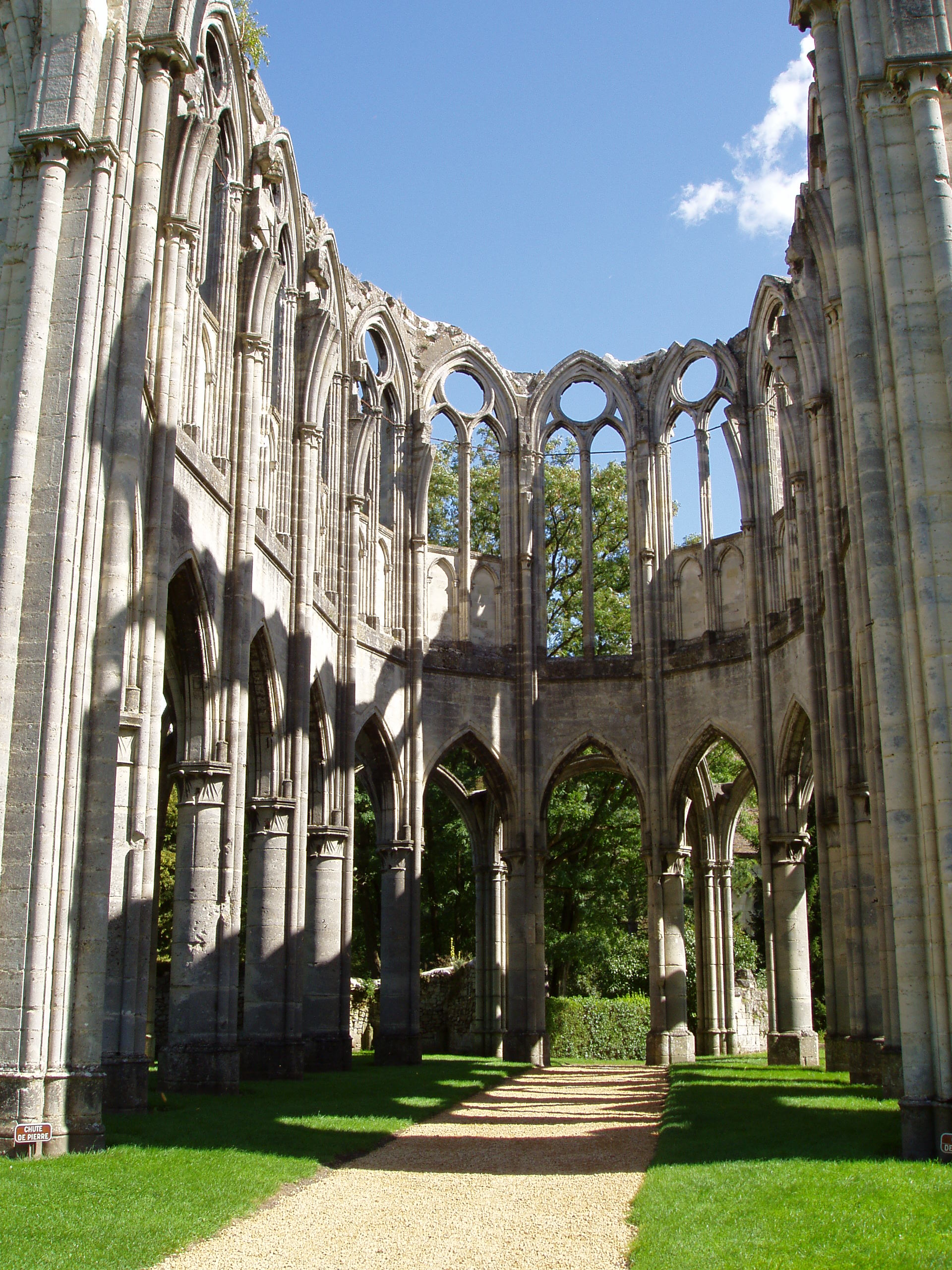
Ruines de l'église abbatiale.

### Peinture
- L'abbaye conserve un retable du peintre flamand Gaspard de Crayer.

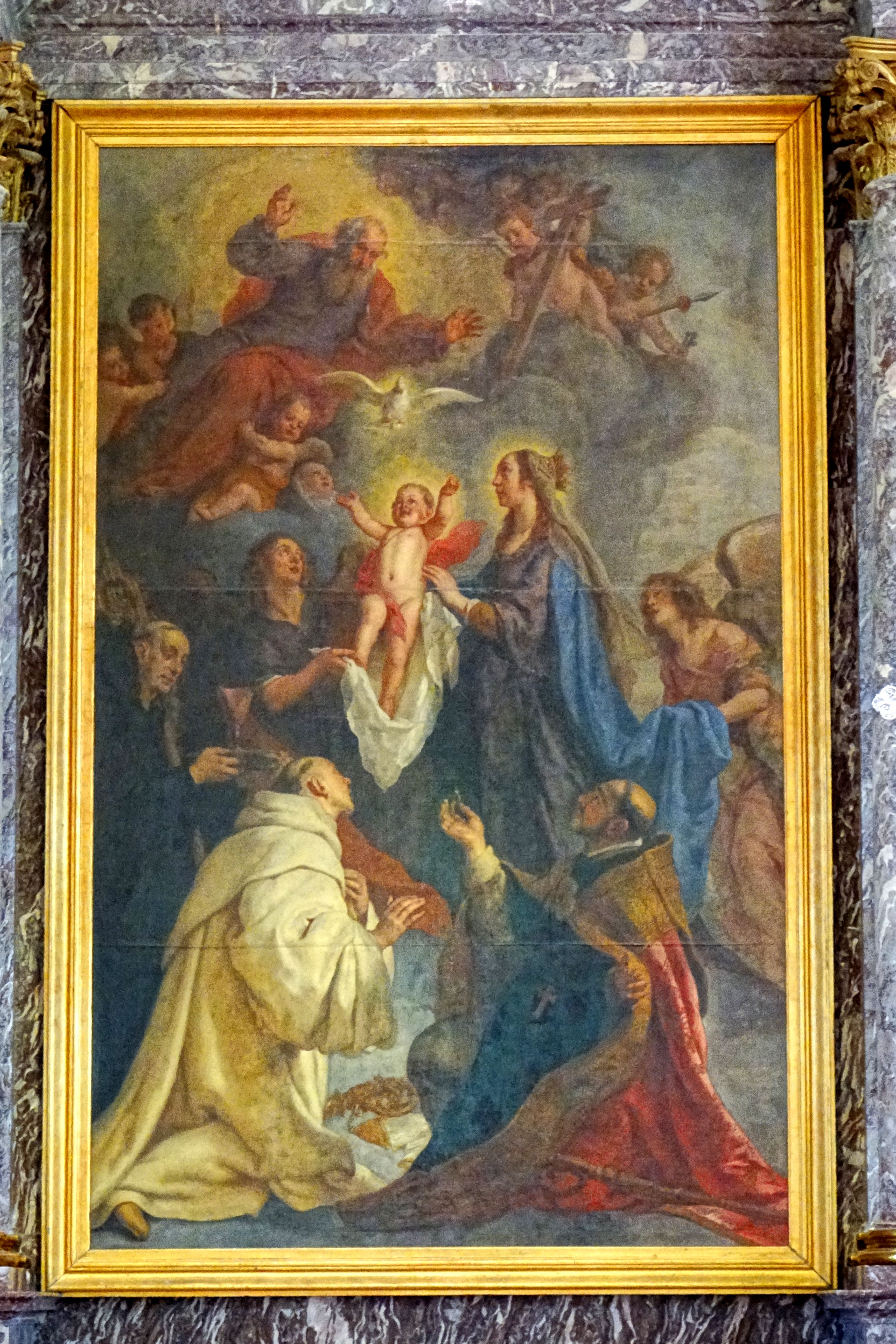
Marie Reine de Citeaux.

### Les orgues de la chapelle
Cet instrument, œuvre du célèbre facteur d’orgue strasbourgeois Rœthinger, fut construit en 1947-1948 et inauguré l’année suivante par Jean-Jacques Grünenwald. En 1950, l’organiste de Notre-Dame de Paris, Léonce de Saint-Martin, donnait le second récital à l’occasion de la bénédiction de l’instrument par l’évêque de Beauvais. Depuis ce jour, de nombreux maîtres ont été invités à diverses reprises pour y donner des récitals d’orgue qui furent fort appréciés. Comme chaque année encore, ces concerts attirent un public venant tant de la région picarde que parisienne et même au-delà étant donné l’aspect touristique du lieu compiègnois et noyonnais avec ses forêts, ses sites, ses cathédrales, ses châteaux et monuments historiques divers… À l’origine, la console était installée dans les stalles du chœur à une distance d'une trentaine de mètres du buffet.
En 1985, on procéda à la rénovation partielle du câblage électrique. La console fut rapprochée du buffet et placée sur une estrade mobile. L'ensemble de ces travaux a été réalisé sous la direction de Jacques Barberis. Cependant, l’orgue, devenant de plus en plus défectueux, nécessitait de nouveaux travaux plus importants que la communauté religieuse ne pouvait assumer. C’est ainsi que, pour faire face aux frais qui s’imposaient alors, l’Association du Grand-Orgue, à but non lucratif, fut fondée en août 1989. Grâce à l’aide de la commune de Chiry-Ourscamp et des pouvoirs publics du département, une première tranche de travaux put s’entreprendre en 1991 par les soins de la Manufacture Christian Guerrier. Celle-ci consistait en un relevage-nettoyage de l’instrument sans en modifier la composition, ainsi qu’une simplification du câblage et de la transmission électropneumatique. À cette occasion, une nouvelle console dotée d’un combinateur Laukhuff de 64 combinaisons fut installée.
Depuis les inondations du printemps 2001, l'orgue s'affaisse et menace d’un effondrement. Une deuxième tranche de travaux s'impose avec démontage-remontage de l'orgue et quelques aménagements pour une plus grande protection et amélioration de l'instrument.
Le buffet est en chêne massif et en un seul corps. La façade comprend trois tourelles avec, dans le soubassement, quatre panneaux avec écussons sculptés. De chaque côté, sont placés le récit et le positif. Au milieu, derrière la tourelle centrale, se trouve le grand-orgue non fermé. La pédale est placée derrière ces trois plans.
Représentatif de la facture d’orgue française du milieu du XXe siècle, cet instrument de style néoclassique permet à lui seul de jouer les œuvres des différentes époques du répertoire de l’orgue baroque et classique des XVIIe et XVIIIe siècles, romantique et symphonique des XIXe et XXe siècles ainsi que contemporain fin XXe siècle.
Maîtres, professionnels et amateurs de l’orgue sont particulièrement attirés par la qualité et l’homogénéité dont témoigne l’ensemble de l’orgue d’Ourscamp, ainsi que par la douceur de ses jeux de flûtes.